# Жевание

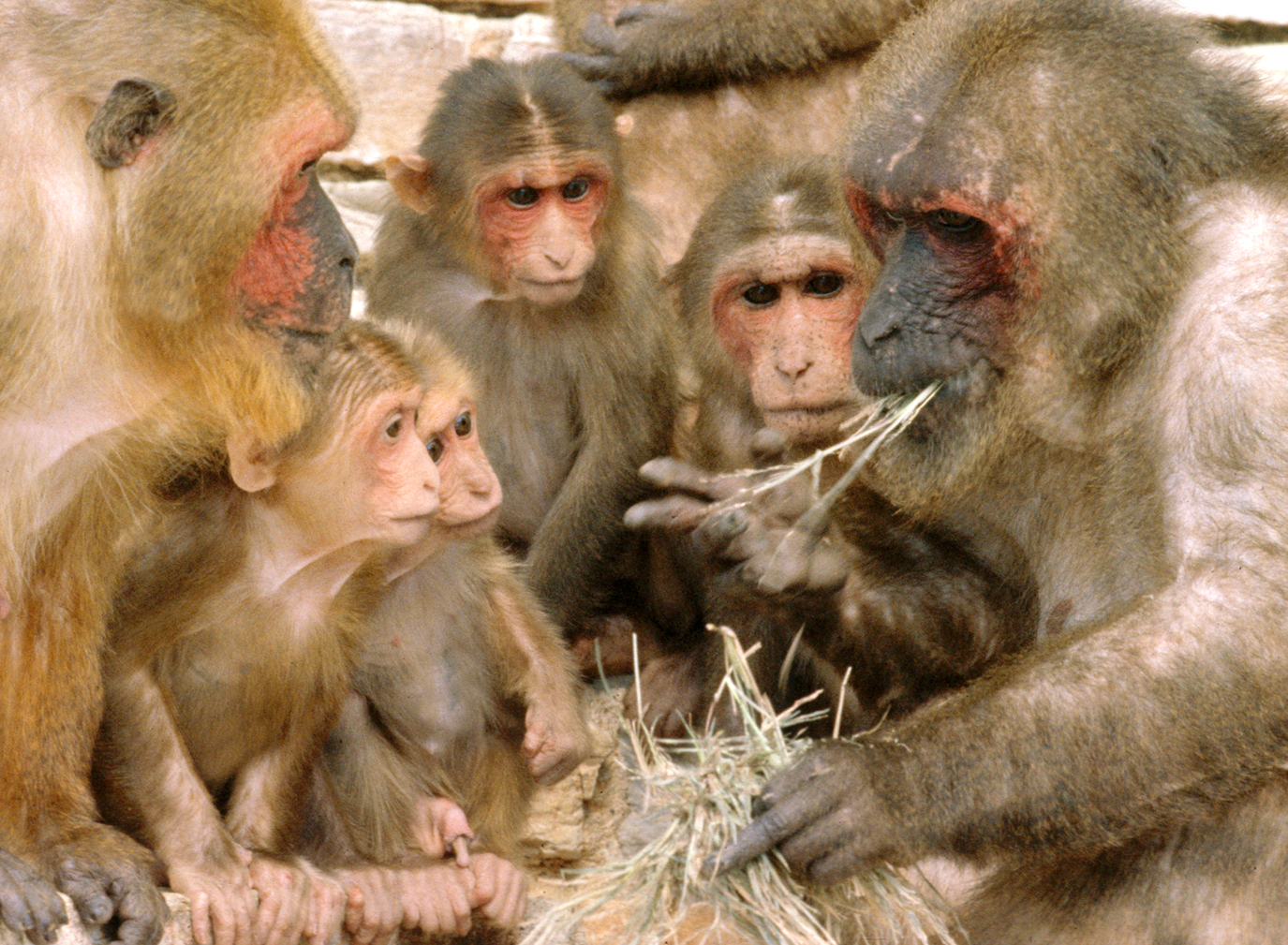
Обезьяны использующие жевание для перемалывания пищи

Жева́ние — акт механического размельчения пищевых веществ при посредстве жевательного аппарата, состоящего из челюстей, зубов и жевательных мышц.
При жевании происходит не только повторное приподнятие и сильное прижатие нижней челюсти к верхней при помощи жевательных мышц, но и боковое движение нижней челюсти, а также и движения её вперёд, обусловливающие трение её об верхнюю челюсть. Благодаря тому, что челюсти снабжены резцами и клыками, движения первого рода ведут к рассечению, разрезанию, разрыванию пищи; благодаря же существованию коренных зубов с их плоской бугристой коронкой, боковые движения челюсти ведут к растиранию, размалыванию между зубами пищи. При акте жевания пища двигается все время между внутренней поверхностью щёк, твёрдым нёбом и языком, причем прижатием языка о твердое нёбо достигается дальнейшее разминание, раздавливание пищи и более или менее совершенное смешение её со слюной с целью образования пищевого кома (bolus), удобного для проглатывания. У различных животных жевание производится в различных местах: у некоторых рыб — в зеве; у птиц — в мускульном желудке между его хрящевыми стенками; у насекомых и моллюсков — в желудке, снабженном зубами; у млекопитающих же, как у человека, — во рту. Разжёвывание пищи имеет огромное значение в явлениях пищеварения, так как чем больше размельчена пища, тем в неё легче проникают пищеварительные соки и тем скорее её переваривают, то есть превращают в состояние, легко усваиваемое организмом. Чтобы хорошо разжевывать, надо обладать полным рядом хороших зубов; поэтому искусственное пополнение недостающих зубов и замена истертых зубов хорошими искусственными зубами имеет не только косметическое, но и высокое гигиеническое значение. Пренебрежение к этим требованиям гигиены, а также и дурные привычки проглатывать пищу не вполне разжёванной, ведут к различным более или менее серьёзным катаральным заболеваниям пищеварительного канала (см. глотание). Ближайший нервно-мышечный механизм жевания сводится к следующему: при смыкании челюстей у человека действуют мышцы temporalis, masseter и pterygoideus internus; движение челюстей вперед производится мышцей pterygoideo externo. Назад отводят челюсть мышцы biventer mandibulae, a размыкание челюстей обуславливается сокращением biventer и geniohyoideus. Боковое движение челюсти зависит от того, что то на одной, то на другой стороне попеременно вступают в действие мышцы, передвигающие нижнюю челюсть вперед. Тройничный нерв (n. trigeminus), a именно третья ветвь его, иннервирует большую часть мышц, принимающих участие в жевании; мышцы языка управляются nerv. hypoglosso, а nerv. facialis управляет задним брюшком мышцы digastrici. Чувствительность полости рта, зубов и языка, играющая столь большую роль при акте жевания, зависит от веток тройничного нерва. Жевание может происходить и помимо сознания, чисто автоматически, но в то же время все формы жевательных движений вполне подчинены и воле. Жевание обыкновенно сопровождается сочувственным отделением слюны, благодаря раздражению при этом слизистой оболочки рта. При и этом приводится в игру нервный механизм слюноотделения (см. Слюна).